# Acalypha mortoniana
Acalypha mortoniana é uma espécie de flor do gênero Acalypha, pertencente à família Euphorbiaceae.